# دايفيد هيرلي
دايفيد هيرلي (بالإنجليزية: David Hurley)‏ هو ضابط أسترالي، ولد في 26 أغسطس 1953 في ولونغونغ في أستراليا.